# 죽변항
죽변항(竹邊港)은 경상북도 울진군 죽변면 죽변리에 있는 어항이다. 1995년 12월 29일 국가어항으로 지정되었다. 관리청은 해양수산부 동해어업관리단, 시설관리자는 울진군수이다.

## 어항 연혁
- 울진군 근북면에 위치한 죽변항은 오징어와 명태잡이로 유명하다. 원래 대나무가 많은 바닷가라 하여 북빈이라 부르다가 북변, 북변동으로 개칭됐으며 행정구역이 폐합되면서 봉수동을 병합하여 북변리로 바뀌면서 북변면에 편입되었다.
- 죽변항은 경상북도 최북단 어항으로 동해안 굴지의 양항일 뿐만 아니라 국방상으로도 중요한 어업전진기지로 1995년 연안항에서 국가어항으로 변경됐으며 1997년 항내매몰방지대책을 수립한 후 2001년 정비계획용역을 시행했다.[1]

## 어항 구역
본 항의 어항구역은 다음과 같다.
- 수역: 등대 동측 용추갑과 남서쪽 동대암을 연결한 선을 따라 형성된 공유수면[2]
- 육역: 경상북도 울진군 죽변면 죽변리 10-112 외 13필지(상세내역은 생략)[3]

## 주요 어종
죽변항 앞바다에서는 오징어, 꽁치, 가자미 등이 많이 잡히며 특히 울진대게가 유명하다. 대게는 크기가 큰게를 말하는 것이 아니라 울진 앞바다에서 잡은 게의 다리모양이 대나무를 닮아서 대게라고 부르게 되었다고 한다.

## 어항 특색
- 울진의 북단에 위치하고 있는 죽변항은 대체적으로 온난하고 연중 해류의 영향을 받아 한서의 차가 별로 없다. 죽변 등대는 동해를 운항하는 배들의 길잡이로 중요한 역할을 담당한다.

## 주변 관광
- 덕구 온천
- 덕구 계곡
- 울진 봉평 신라비
- 구수곡 자연 휴양림

## 교통편
- 동해선 죽변역